# たぬきごはん
たぬきごはんは、日本のお笑いコンビ。松竹芸能（東京）および漫才協会に所属していた。

## メンバー
- 宍倉 孝雄（ししくら たかお、1978年11月20日（46歳） - ）
ツッコミ担当[1]。
千葉県船橋市出身[2]。
身長180cm、血液型はO型。
かつてはディスクジョッキーの会社で見習いマネジャーをしていた。この頃、ある地域のお笑いライブに出る予定だったが出られなくなった知人の代わりに出場したところ、2位に選ばれたことで天職かなと思うようになり、お笑いを目指すようになって2004年、 松竹芸能養成所に入る[3]。
かつてはニッポニアニッポン（1年で解散[1]）、ジャパニウム（2011年4月6日解散[4]）の、それぞれのコンビで活動。なお、ジャパニウム時代の相方は現・ピン芸人（松竹芸能東京所属）の麻生くにひこ。
趣味はプロレス観戦、DJ。特技はビールジョッキを一度にたくさん持てること、頭蓋骨で曲を演奏出来ること[5]。『芸人報道』（日本テレビ）の2013年7月5日放送の回に出演した時には、頭と顎を叩いて歯を鳴らし、B'zの曲を演奏した[6]。
畑の真ん中にあったという生家は宍倉本人曰く“ボロ家”で、夏には近所の子供たちの肝試しスポットになったり、廃墟だと間違われてよく石を投げられたこともあったという。なお、その家は現在無くなり跡地は駐車場になっているとのこと[2]。

- ほり ぬのこ（1986年3月17日（39歳） - ）
ボケ担当[1]。
本名、堀 由布子（ほり ゆうこ）。
大阪府出身。
身長163cm、血液型はO型。
横浜国立大学工学部知能物理工学科卒業[7]。卒業論文のテーマは『磁場中作成ゲルの粘弾性特性』[7]。在学中、大学3年生の時に大学院への飛び級を推薦されたことがあったが断ったという[5]。
中高生の頃からラジオ好きで、最初はラジオDJ志望だった[8]。
松竹芸能養成所東京校を2009年10月で卒業し、松竹芸能所属となる。最初はピン芸人として活動していた[9]。養成所の同期生で同時期に松竹芸能所属となったタレントに紺野ぶるまがいる[10]。
M-1グランプリ2009には、『堀赤堀』（ほりあかほり）というユニットで出場[11][12]。
2014年3月より、オンラインゲーム『ドラゴンクエストX』の公式番組『ドラゴンクエストX TV』（ニコニコ生放送）において、第二期初心者大使に公開オーディションで選ばれ、活動している[5]。
日本史研究が趣味で[9]、漢字検定2級、硬筆書写技能検定（ペン字検定）3級の資格がある[5]。楽器はギターの他、ピアノ、ドラムも特技[5]。歌好きであることから、ピン芸人時代は歌ネタが多かった。
本名の由布子の「布子」から、自分のことを「ぬのこ」と呼んでいる[13][10]。
ピン芸人時代は、ギターを弾き語りしながら、何かよくわからない話、変に思った話などをネタにして歌っていくという芸（この時まぶたに黒っぽい化粧をしたり、弾き語りをしながら、めくり芸を同時にしていた、など）があった。またギターを持たず、ブルースシンガーのようなキャラクターで歌ネタを披露するものもあり（この時は顔に茶色塗りをすることもある）、ネタ中にラップを披露する一人コント、5秒のCMを2分に伸ばして構成して演じるネタなどもあった[1]。
2018年にスタートした芸能人女子eスポーツクイーン決定戦「EQリーグ」の松竹芸能チーム「Shochiku Sisters」にメンバーとして参加[14]。
2019年3月から、自分の髪の毛でアートや文字などを作る「髪細工」を趣味としている。本人は「非常に地味な趣味」「誰の役にも立たない趣味」としているが[15]、これは漫才協会入りした後に、内海桂子から「髪細工」の話をされたのをきっかけに、この製作を始めたという。後に髪細工を始めたことを内海に伝えたが全く覚えられていなかったという[16]。2021年3月10日から3月14日まで『髪細工展』を開催した[17]。
2021年10月19日付けで芸名を「ほり ゆうこ」から「ほり ぬのこ」に、本人曰く「とてつもなくふわっと」改名した[18]。

## 略歴・概説
2011年中に、ピン芸人だったほりと、ジャパニウムを解散した宍倉によって、たぬきごはん結成。宍倉から声をかけて結成した（これ以前から宍倉はほりの才能を認めていて、コンビを解散した芸人仲間に、新しい相方としてほりを勧めていたことがあった）。
2016年のM-1グランプリで、準々決勝まで進出。
コント、漫才共に演じている。主に宍倉がボケ、ほりがツッコミで、かつてはネタの途中でマイクから離れて相方の宍倉と共にステージ隅に座り込み、宍倉を諭すような会話をする、といったようなネタのスタイルがあり、2015年からは、一部でボケとツッコミが逆転したようなネタも見せていたことがあった。その後同年からはほりが「西園寺綾雨」（さいおんじ あやめ、わがままな感じでものをあまり知らないというキャラクター）、宍倉がその執事と言うキャラクターに扮しての漫才も披露している。この中では、綾雨が宍倉にむちゃぶりでネタを振るという流れもある。西園寺綾雨と執事のキャラ設定のネタは、ほりが着物を着た時に先輩から「地主の娘と執事に見える」と言われたことがきっかけだった。なお、ほりはtwitterのアカウントを自分のものの他に、2017年4月から西園寺綾雨としてのアカウントのものも持っている。
なお「西園寺家」には、執事の宍倉の他に「ばあや」（長江もみ）も居るという設定になっている。2019年の女芸人No.1決定戦 THE Wには、綾雨とばあやのコンビ「西園寺家の物語」で出場した。
2020年頃からは、選挙立候補者風の設定の漫才（ほりが立候補者役、宍倉がその応援演説の役）を多く演じている。
ネタ作成については、やりたいこととその設定についてはほりが、ネタを工夫して加工するのは宍倉がそれぞれ担当している。
2017年3月4日、たぬきごはん初単独ライブ 「雲に佇み 虹を描く」（松竹芸能新宿角座）を開催した。
2018年10月より漫才協会に所属することとなり、同月浅草東洋館上席から同協会の定席興行にも出演するようになった。2020年度漫才新人大賞本選進出。
2022年12月31日、同日の解散が発表された。事務所発表によると、解散後はそれぞれ個人で活動する予定である。ほりは松竹芸能に籍を置くが漫才協会は退会すること、また自身は今後趣味の髪細工を活かしたヘアークリエイターとしても活動するとTwitterで述べている。宍倉は「ししくらサソリ」へ改名し、2023年4月1日より元「さむらい侍」のイトキン（後に「いときん。」へ改名）とのコンビ「あのつばめ」として活動した後、2024年7月より山崎ユタカ（山崎代表）が合流して「燕代表」を組んで活動。2025年1月1日に燕代表は正式にトリオとして結成することを発表。

## 出演

### テレビ
- 爆笑オンエアバトル（NHK総合）- 2006年6月2日、宍倉のみニッポニアニッポン時代に出場
- 大人の自由時間（BS11）- 宍倉のみ、ジャパニウム時代にレギュラー
- 芸人報道（日本テレビ）- 2013年7月5日、宍倉のみ
- クイズタイムショック（テレビ朝日）- ほりのみ
- よゐこの企画案（フジテレビONE）- ほりのみ
- ナマイキ!あらびき団（TBSチャンネル、YNN）
- ぶらっと茨城（J:COM茨城）- ほりのみ
- ドラゴンクエストX TV(ニコニコ動画) - 2014年3月～、ほりのみ
- ゼロテレビ（第9回 「岡村隆史の原点（ゼロ）をめぐる旅」）
- 初詣!爆笑ヒットパレード（フジテレビ）- 2015年1月1日、宍倉のみ『はまぐちコントサークル』のメンバーとして出演
- 欽ちゃん&香取慎吾の全日本仮装大賞（日本テレビ） - 2015年1月12日（第92回）、宍倉のみ『はまぐちコントサークル』のメンバーとして出場
- ざっくりハイタッチ（テレビ東京）- 2015年10月17日、宍倉のみ
- 〜公開ネタ見せ番組〜 輝け!ギャラ3000円芸人（BSスカパー!）
- 爆笑そっくりものまね紅白歌合戦スペシャル（フジテレビ）
2016年5月6日、ほりのみキンタロー。と芹那と一緒にPerfumeの物真似で出演[35]、かしゆか役を演じた[36]。
2017年6月2日はほりのみキンタロー。、misonoと共に同じくPerfumeの物真似を演じ[37]、同じくかしゆか役で出演[38]。
- アルティメット人狼6（ニコニコ生放送）- 2016年6月5日、ほりのみ
- シューイチ（日本テレビ）- 2016年8月21日「ブレイクちょい前芸人」コーナー
- エンタメQ（テレビ東京）- 2016年12月28日深夜
- とんねるずのみなさんのおかげでした（フジテレビ）
細かすぎて伝わらない紅白モノマネ合戦 EPISODE III 本当に細かすぎたネタ12連発SP、2017年1月19日初出演（この回はほりのみ、キンタロー。、阿佐ヶ谷姉妹・木村美穂とPerfumeの物真似で出演[39]）
- ウチのガヤがすみません!（日本テレビ）- 2017年8月1日、2018年5月15日
- 水曜日のダウンタウン（TBS）- 2017年8月23日、宍倉のみ「実家が貧乏芸人」として出演[40]
- 『ぷっ』すま（テレビ朝日）- 2017年8月25日、2017年9月1日 ほりのみ
- ENGEIグランドスラム（フジテレビ）- 2018年4月7日、ほりのみ
- 一夜づけ（テレビ東京）- 2019年1月28日、宍倉のみ「芸人ボロ家紀行」[2]。
- 大堀商事小島事業部新人山根（2019年4月18日、アイドル専門チャンネルPigoo）
- かみひとえ（カミヒトエ！）（テレビ朝日）- 2019年6月27日、2019年8月12日　いずれの回も「髪細工」を披露[41][16]。

### ラジオ
- マイナビ Laughter Night（TBSラジオ）- 2016年4月16日[42]、2017年12月22日[43]、2018年4月20日[44]、2020年9月18日[45]、2021年1月15日[46]
- サンドウィッチマンの天使のつくり笑い（NHKラジオ）- 2016年5月17日オンエア

### 映画
- ツメがアマイ（松竹芸能×CREATOR GYAO!配信映画）

### ライブ
単独ライブ
- 雲に佇み 虹を描く （松竹芸能新宿角座）- 2017年3月4日

ユニットライブ
- 十年一突（スーパー3助、すっきりソング、ゾフィー、ダンシングヒーロー、中村涼子、三福エンターテイメント、ロビンソンズとのユニットライブ　第1回は2017年1月29日[47]）